# Гондурасский жестовый язык
Гондурасский жестовый язык (Honduran Sign Language, Honduras Sign Language, исп. Lengua de Señas Hondureñas, LESHO) — доминирующий жестовый язык, который распространён среди глухих, проживающих в Гондурасе.
Региональные разновидности диалектов: у глухих около северного побережья имеются некоторые отличительные жесты в отличие от глухих, проживающих в южной части страны. По крайней мере 12 организаций предлагают начальное образование для глухих Гондураса с гондурасским языком жестов в качестве своей философии общения.